# Kōji Gushiken
Kōji Gushiken (具志堅 幸司?, Gushiken Kōji; Osaka, 12 novembre 1956) è un ex ginnasta giapponese.
Ha conquistato cinque medaglie olimpiche, tutte ai giochi di Los Angeles 1984.

## Palmarès
Olimpiadi
- 5 medaglie:
  - 2 ori (completo individuale a Los Angeles 1984; anelli a Los Angeles 1984)
  - 1 argento (volteggio a Los Angeles 1984)
  - 2 bronzi (sbarra a Los Angeles 1984; concorso a squadre a Los Angeles 1984)

Mondiali
- 8 medaglie:
  - 2 ori (parallele a Mosca 1981; anelli a Budapest 1983)
  - 2 argenti (completo a squadre a Mosca 1981; completo individuale a Budapest 1983)
  - 4 bronzi (completo individuale a Mosca 1981; corpo libero a Mosca 1981; completo a squadre a Budapest 1983; parallele a Montreal 1985)